# Ligne S9 du RER bâlois
 (avril 2012).
Si vous disposez d'ouvrages ou d'articles de référence ou si vous connaissez des sites web de qualité traitant du thème abordé ici, merci de compléter l'article en donnant les références utiles à sa vérifiabilité et en les liant à la section « Notes et références ».
La ligne S9 est une ligne du RER bâlois qui circule sur l'ancienne ligne du Hauenstein entre Sissach et Olten.
Son existence a été en péril jusqu'à la fin de l'année 2017, année à laquelle une votation populaire dans le Canton de Bâle-Campagne a permis de sauver cette ligne.

## Matériel roulant
THURBO RABe 526